# 紀冠軍
紀冠軍（？—1852年），山東海陽縣（今海阳市）人。清朝軍事將領，武進士出身。
道光八年（1828年）戊子科武舉人，十三年（1833年）癸巳科二甲進士，授官三等侍衞。差满，出任山西神池營都司，擢雲貴督標右營遊擊，署大定副將。紀冠軍精於騎射，韜畧嫻熟。太平軍反清事起，他奉調出師，戰功卓著。咸豐二年（1852年），在湖南益陽縣三里橋與敵交戰，衝鋒陷陣，身陷重圍，手刃多人，終於力盡陣亡。朝廷追贈參將。其墓在海陽縣牛根樹村東北。